# Mário Figueira Fernandes
Mário Figueira Fernandes (født 19. september 1990 i São Caetano do Sul, Brasilien), er en brasiliansk fodboldspiller, nationaliseret russer. Han spiller som højre back hos CSKA Moskva i den russiske liga.

## Klubkarriere
Fernandes startede sin karriere i Brasilien, hvor han frem til 2012 repræsenterede Porto Alegre-storklubben Grêmio. Herefter blev han solgt til CSKA Moskva i Rusland.
Hos CSKA Moskva etablerede Fernandes sig som fast mand i startopstillingen og har blandt andet vundet tre russiske mesterskaber med klubben.

## Landshold
Fernandes spillede i 2014 en enkelt venskabskamp for det brasilianske landshold, mod Japan.
Da man ikke er låst som landsholdsspiller, hvis man kun har spillet venskabskampe, var døren for at spille for Rusland imidlertid stadig åben, og den mulighed udnyttede Fernandes i 2017, efter fem år i landet hos CSKA Moskva. Han debuterede for det russiske landshold i en venskabskamp mod Sydkorea 7. oktober 2017. Han blev efterfølgende udtaget til VM 2018 på hjemmebane i Rusland.